# Sankt Katharinen
Sankt Katharinen è un comune di 351 abitanti della Renania-Palatinato, in Germania.

Appartiene al circondario (Landkreis) di Bad Kreuznach (targa KH) ed è parte della comunità amministrativa (Verbandsgemeinde) di Rüdesheim.